# Hamaruru Island
Hamaruru Island ist eine kleine Insel im Norden der Nordinsel von Neuseeland.

## Geographie
Hamaruru Island ist Teil der Inselgruppe der Cavalli Islands und befindet sich rund 1 km nördlich von Motukawanui Island, der Hauptinsel der Gruppe, die sich im Nordosten von [[Northland (Neuseeland)|Northland]] befindet. Die 55 m hohe Insel besitzt eine Länge von rund 470 m in Ost-West-Richtung und eine maximale Breite von rund 395 m in Nord-Süd-Richtung. Ihre Fläche beträgt 7,3 Hektar.
Nordwestlich von Hamaruru Island befindet sich die rund 80 m hohe Insel Motutapere Island und nur 60 m in östlicher Richtung die Nachbarinsel Panaki Island.